# Dianzi (köping i Kina, Shandong, lat 37,07, long 118,29)
Dianzi (kinesiska: 店子镇, 店子) är en köping i Kina. Den ligger i provinsen Shandong, i den östra delen av landet, omkring 120 kilometer öster om provinshuvudstaden Jinan.
Genomsnittlig årsnederbörd är 698 millimeter. Den regnigaste månaden är juli, med i genomsnitt 278 mm nederbörd, och den torraste är januari, med 7 mm nederbörd.